# Johann Georg Schlosser

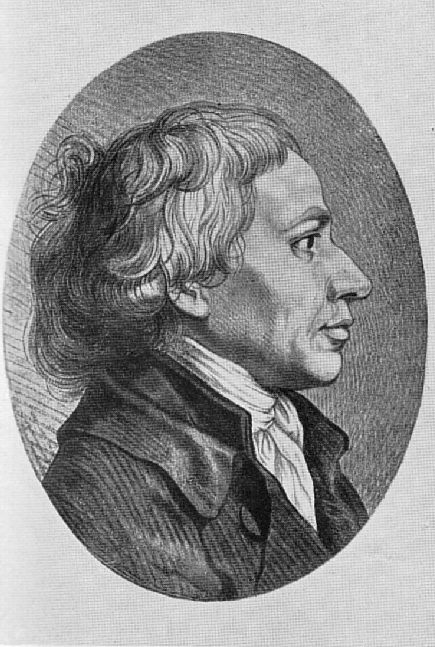
Johann Georg Schlosser.

Johann Georg Schlosser, född den 7 december 1739 i Frankfurt am Main, död där den 17 oktober 1799, var en tysk skriftställare.
Schlosser, som mot slutet av sitt liv var syndikus i sin hemstad, var Goethes ungdomsvän och gift först med dennes syster Cornelia och sedan med Goethes förtrogna väninna Johanna Fahlmer. Utnämnd till geheimeråd och direktor för hovdomstolen i Karlsruhe 1790 tog han avsked 1794. Jämte Goethe, Merck med flera medarbetade Schlosser 1771 i "Gelehrte Anzeigen". För övrigt utgav han Kleine Schriften (6 band, 1779-94), Seuthes, oder der Monarch (1788), översättningar från grekiskan med mera.